# Chiesa di Santa Maria (Camino al Tagliamento)
La chiesa di Santa Maria di Pieve di Rosa, frazione del comune di Camino al Tagliamento, in provincia ed arcidiocesi di Udine, fa parte della forania del Medio Friuli.

## Storia
Un primo riferimento a Pieve di Rosa è riscontrabile nella bolla di papa Lucio III del 1182, dove si parla anche di una Ecclesia Nova, quindi di una chiesa recente, probabilmente non anteriore all'XI secolo. 
Ulteriori riscontri sulla preminenza di Rosa sui villaggi limitrofi si ricava dalla bolla del 1187 di papa Urbano III, dove viene espressamente citata come chiesa di riferimento e quindi "pieve", soggetta all'abbazia di Santa Maria in Silvis di Sesto al Reghena e con presidio sulle vicinanti ville di Camino, Biauzzo, San Vidotto, Bugnins, Straccis, Glaunicco, Villa di Rosa, Bando e poi Carbona. L'attuale comune di riferimento era quindi un tempo una villa dipendente dalla Pieve di Rosa, poi divenuta una sua frazione mentre fino al 3 aprile 1821 dalla Pieve dipendeva anche una villa omonima, la Villa di Rosa, con propria chiesa e curato.
L'attuale chiesa di Pieve di Rosa, dedicata a Santa Maria, fu ricostruita intorno al 1455 dopo l'ultima devastante alluvione. Vi si possono ancora osservare sculture cinquecentesche attribuibili alla bottega del Pilacorte e altre opere minori, tra cui una pala d'altare del pittore friulano Lucilio Candido e la pala di Pietro Petrei con la Trinità e le anime purganti, nel cui angolo inferiore destro è raffigurato il pievano Flagotti, a cui si devono l'ampliamento della chiesa nel XVII secolo e il suo abbellimento.

Foto della chiesa di Santa Maria
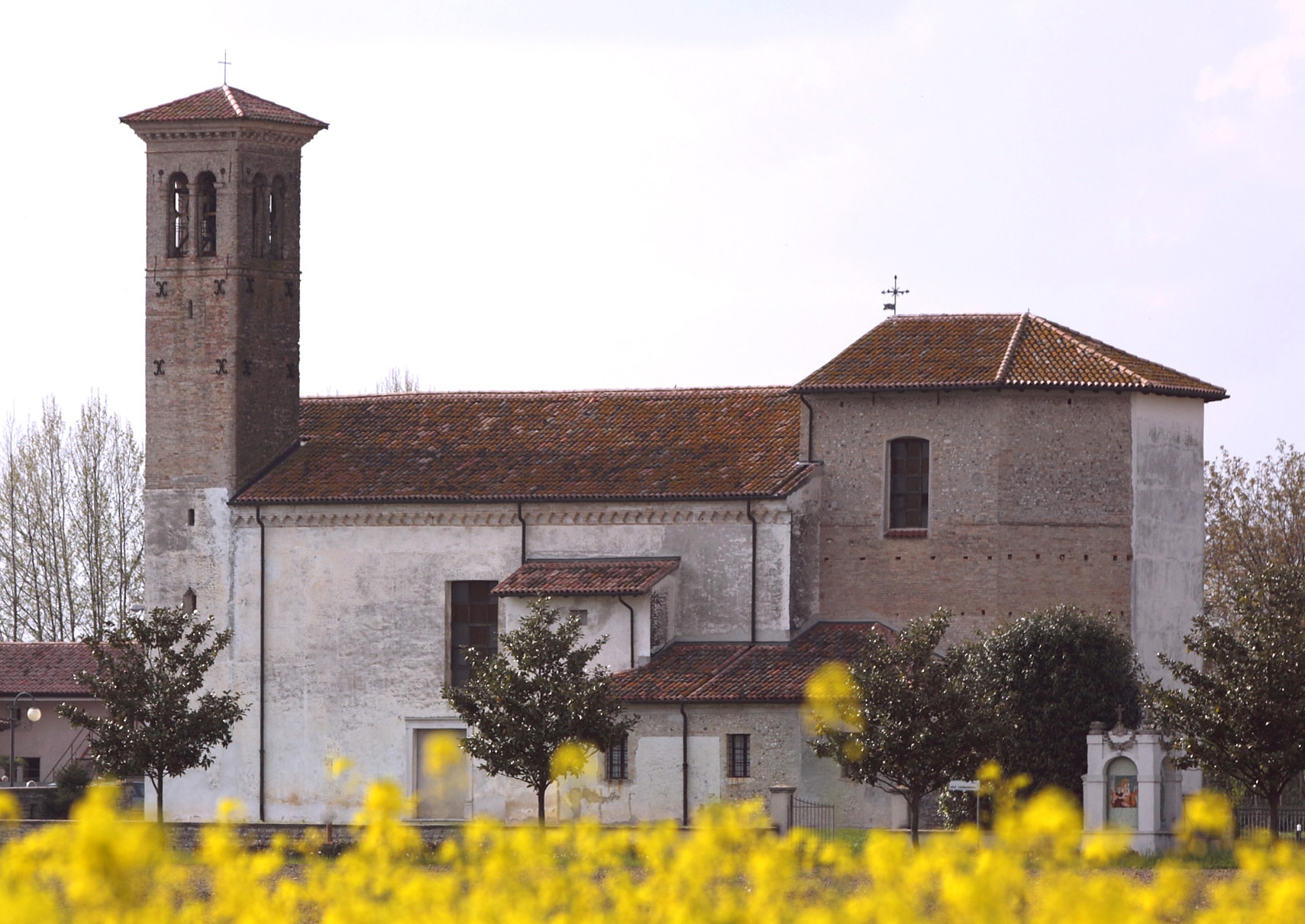
La pieve vista da sud-est
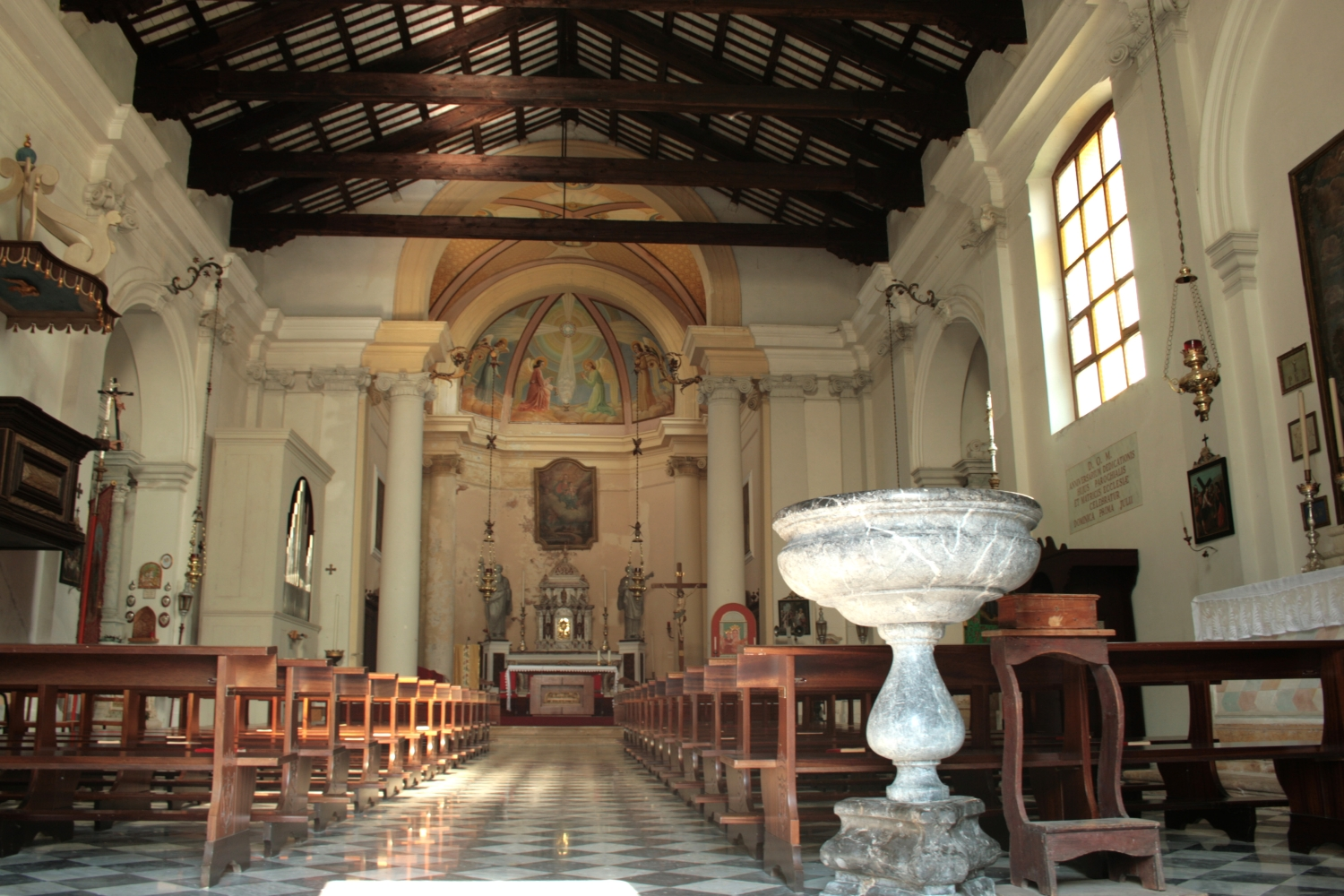
L'interno